# Jim Webb
Jim Webb (St. Joseph, 1946. február 9. – ) az Amerikai Egyesült Államok szenátora (Virginia, 2007–2013), haditengerészet-ügyi miniszter az 1980-as években.